# Жеребец (приток Конки)
Жеребец (укр. Жеребець) — правый приток реки Конка, расположенный на территории Гуляйпольского и Ореховского района (Запорожская область, Украина).

## География
Длина — 55 км. Площадь водосборного бассейна — 508 км². Долина корытообразная, шириной до 3 км, глубиной до 50 м. Долина изрезана балками и ярами. Русло слабоизвилистое, шириной до 10 м. На протяжении почти всей длины пересыхает. Вода реки используется для с/х нужд. Создано несколько прудов.
Берёт начало от одноимённой балки, где постоянный водоток начинается западнее села Мирное. Балка Жеребец начинается севернее города Пологи. Река течёт на северо-запад, затем в приустьевой части — юго-запад. Впадает в реку Конка (на 48-м км от её устья) непосредственно западнее села Таврическое (Кирово).
Притоки: многочисленные балки (Ягодная, Шестиполье, Дурная, Широкая, Гусячая, Попова, Терноватая, Белоглинская).
Населённые пункты (от истока к устью):
1. Гуляйпольское (Комсомольское)
2. Новосёловка
3. Егоровка
4. Омельник
5. Васиновка
6. Таврическое